# Brno

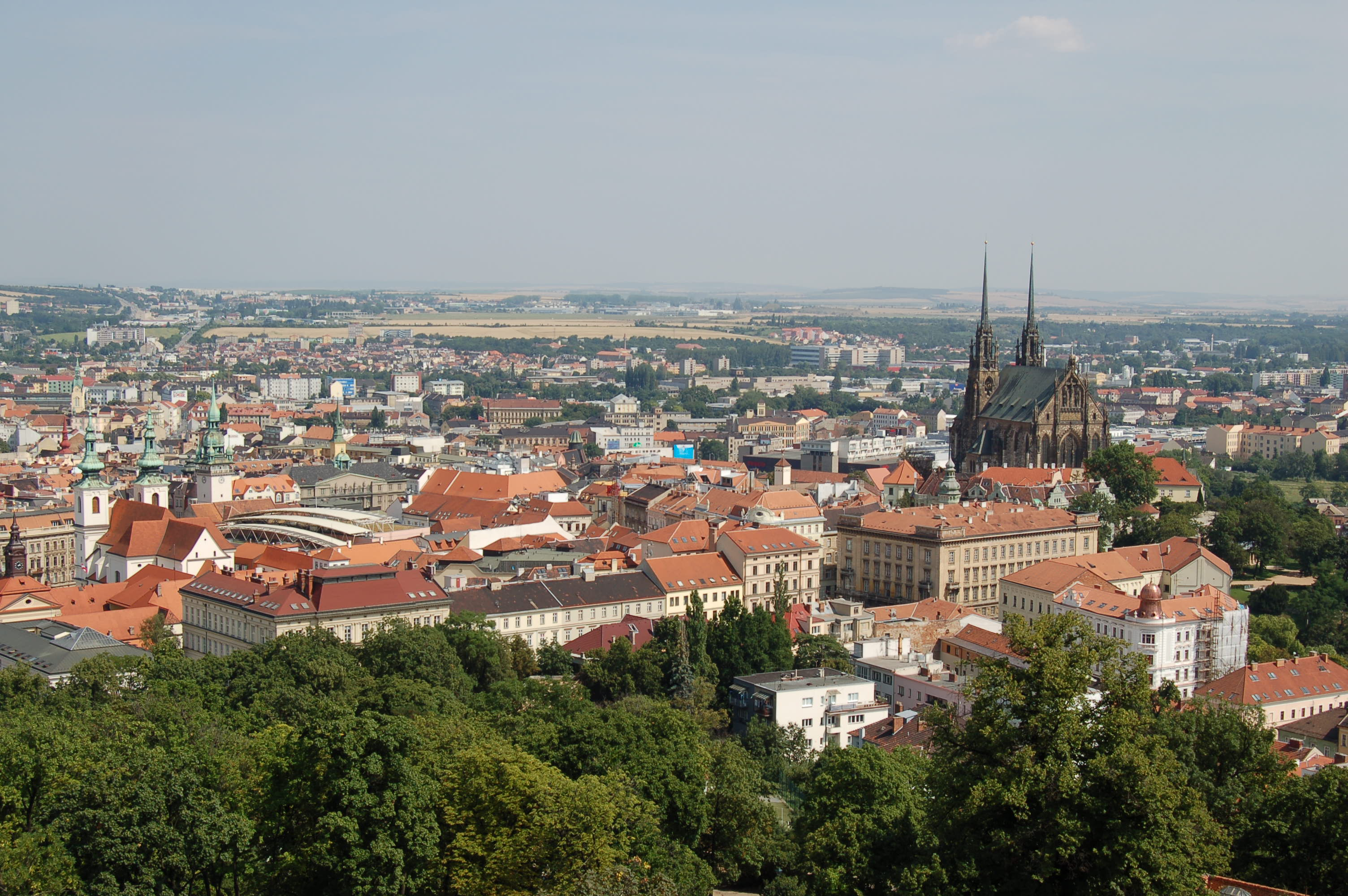
Brno vanuit de burcht Spielberg

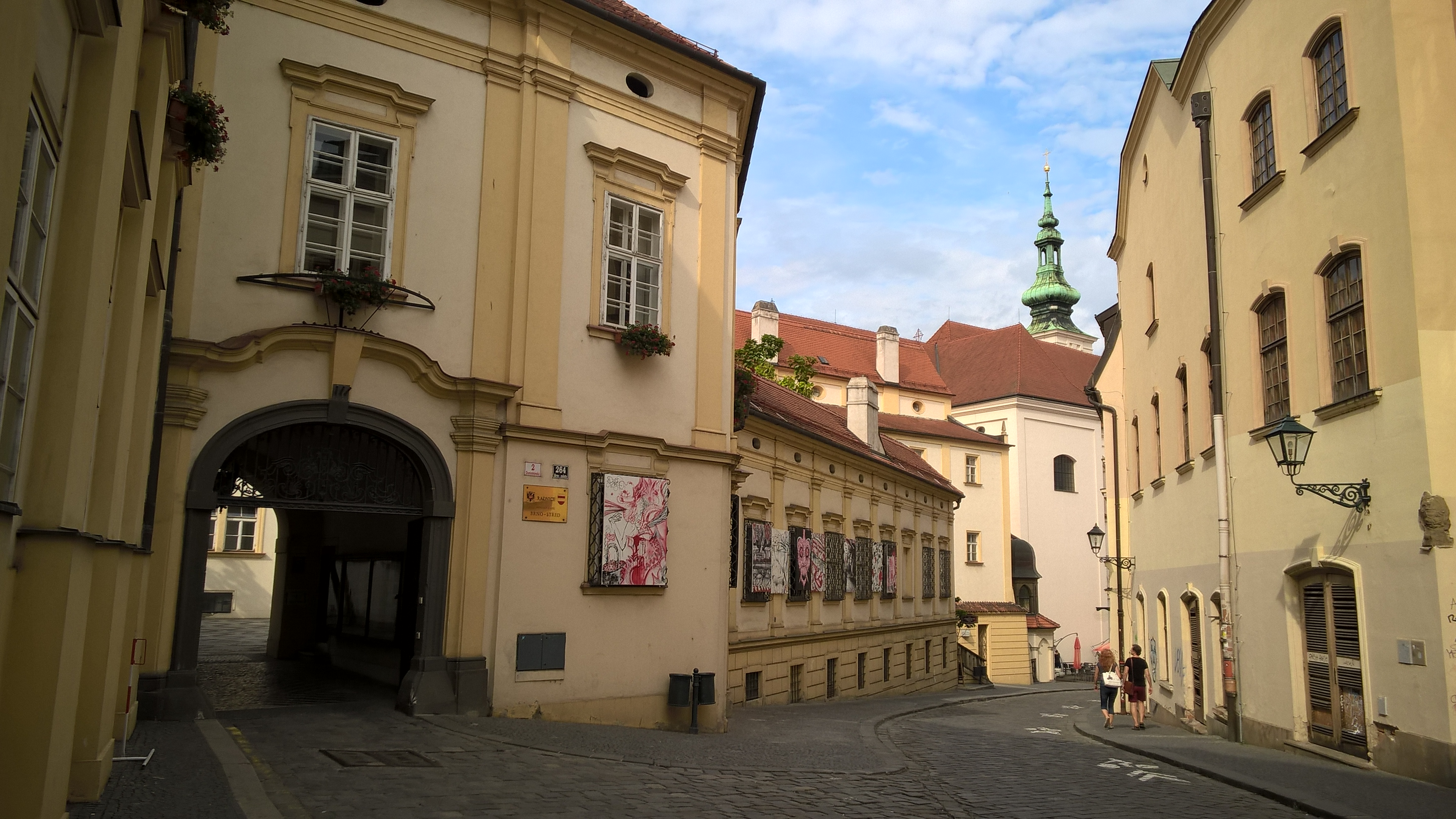
Straat in het centrum van Brno

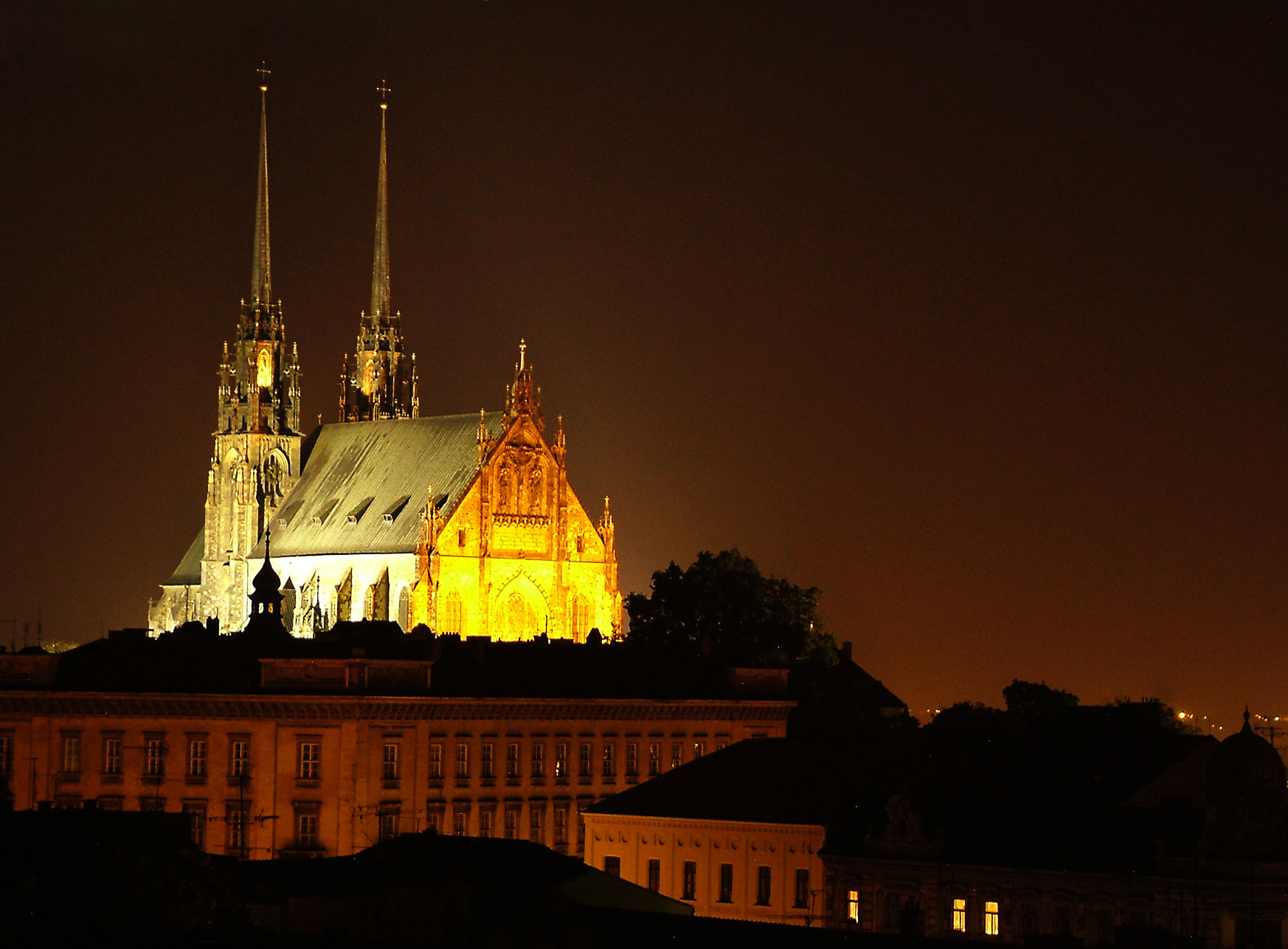
Blik op heuvel Petrov met Petrus en Paulus-kathedraal

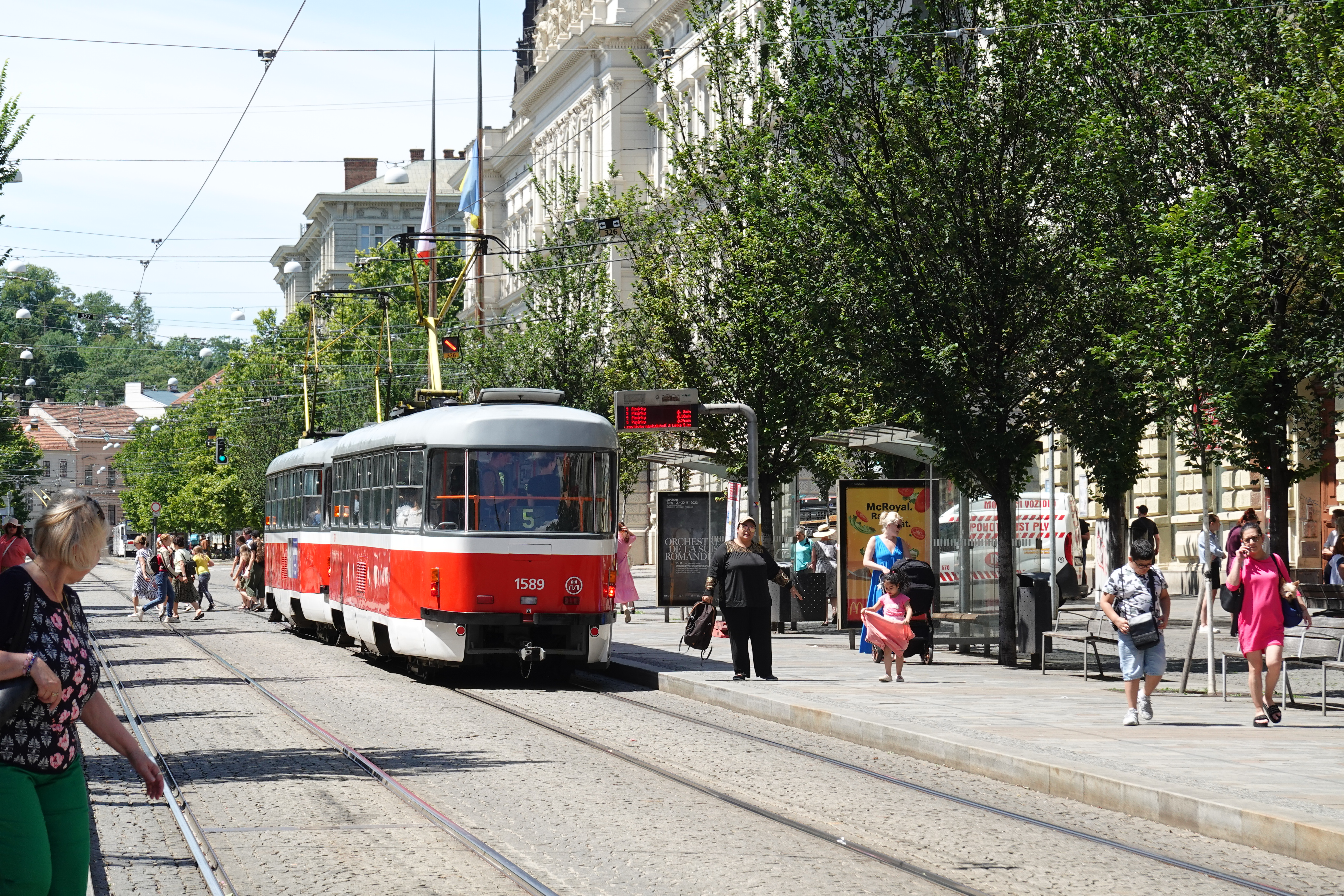
Een van de vele trams in Brno

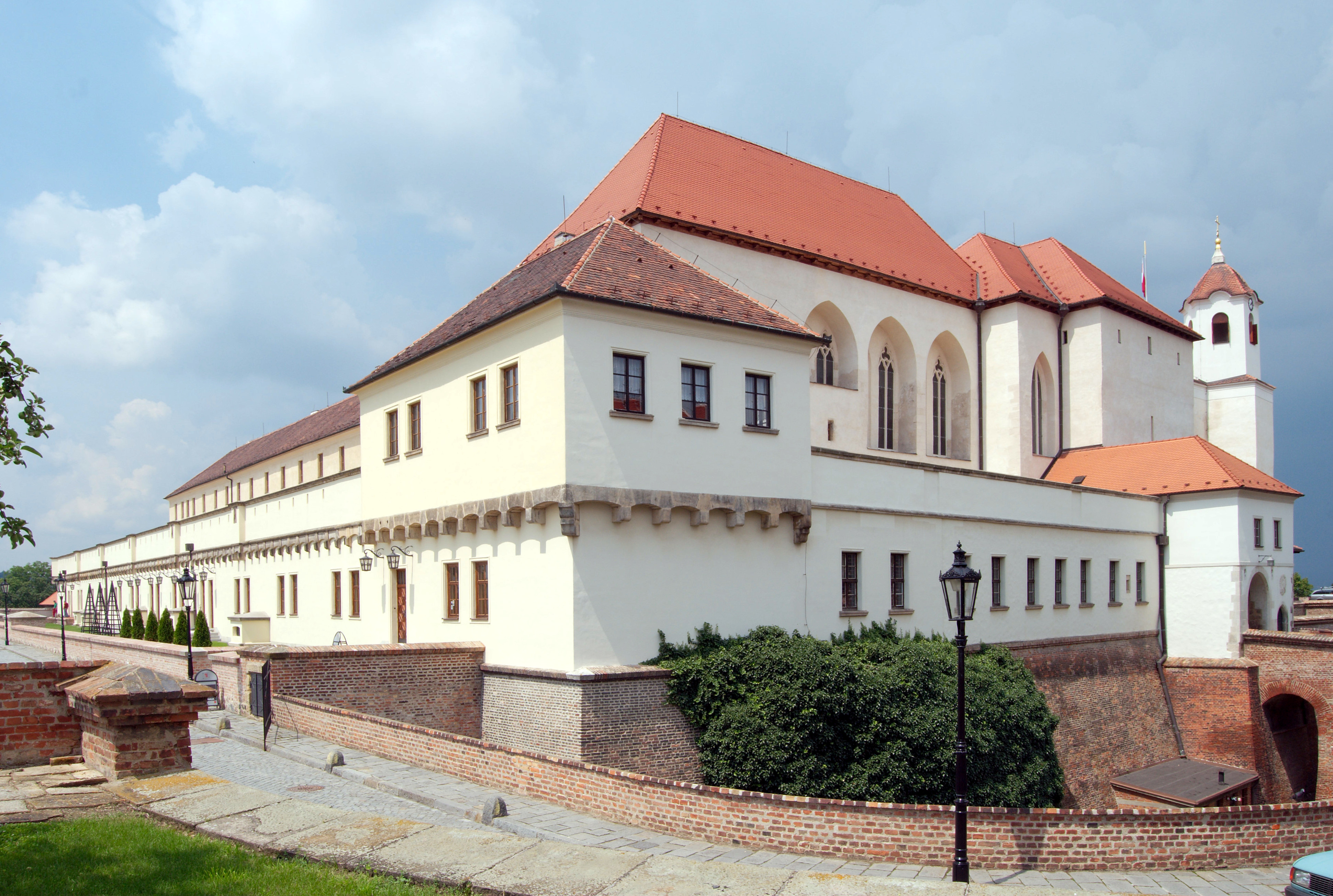
De burcht Spielberg

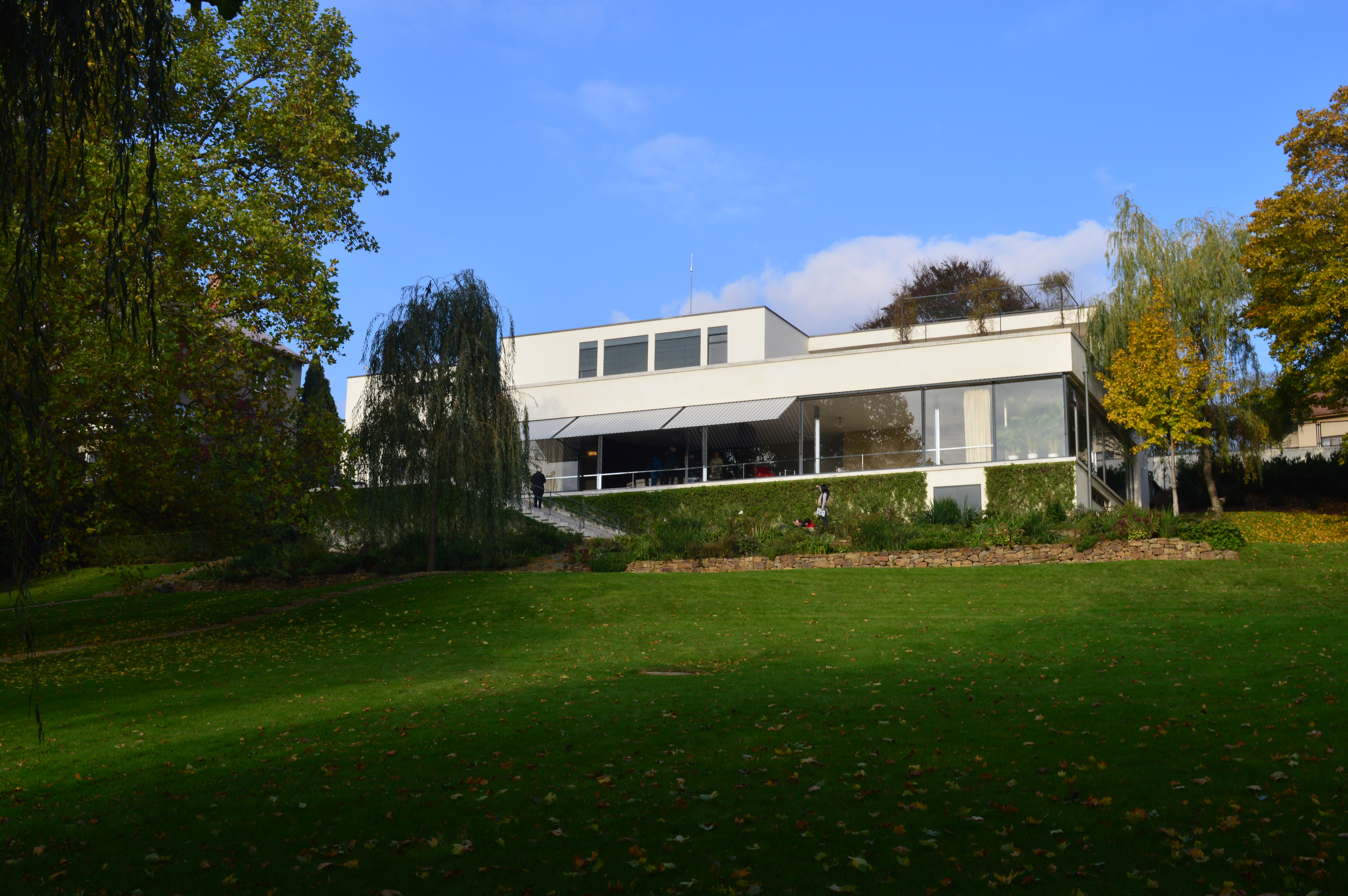
De Villa Tugendhat

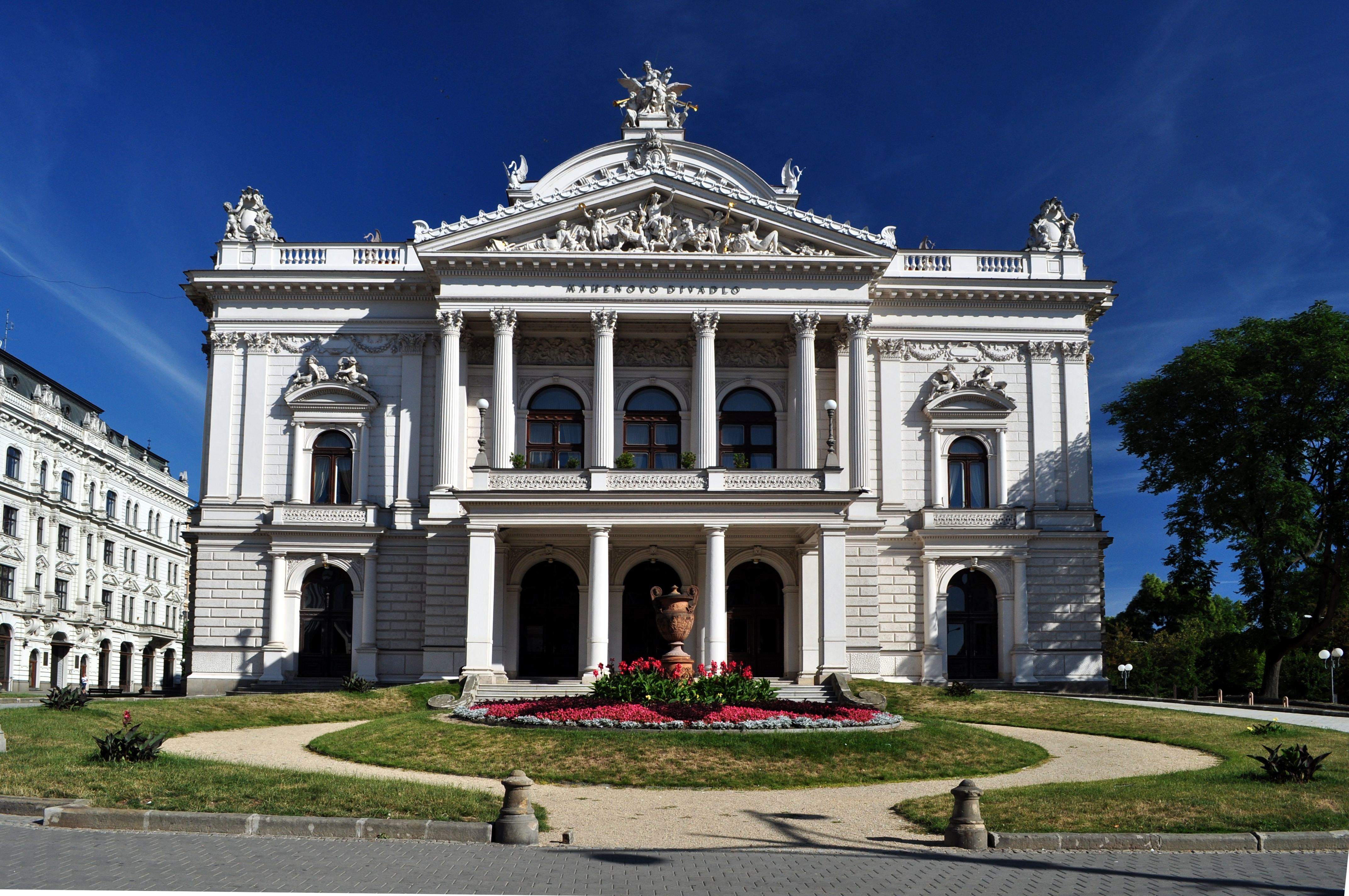
Theater van Brno

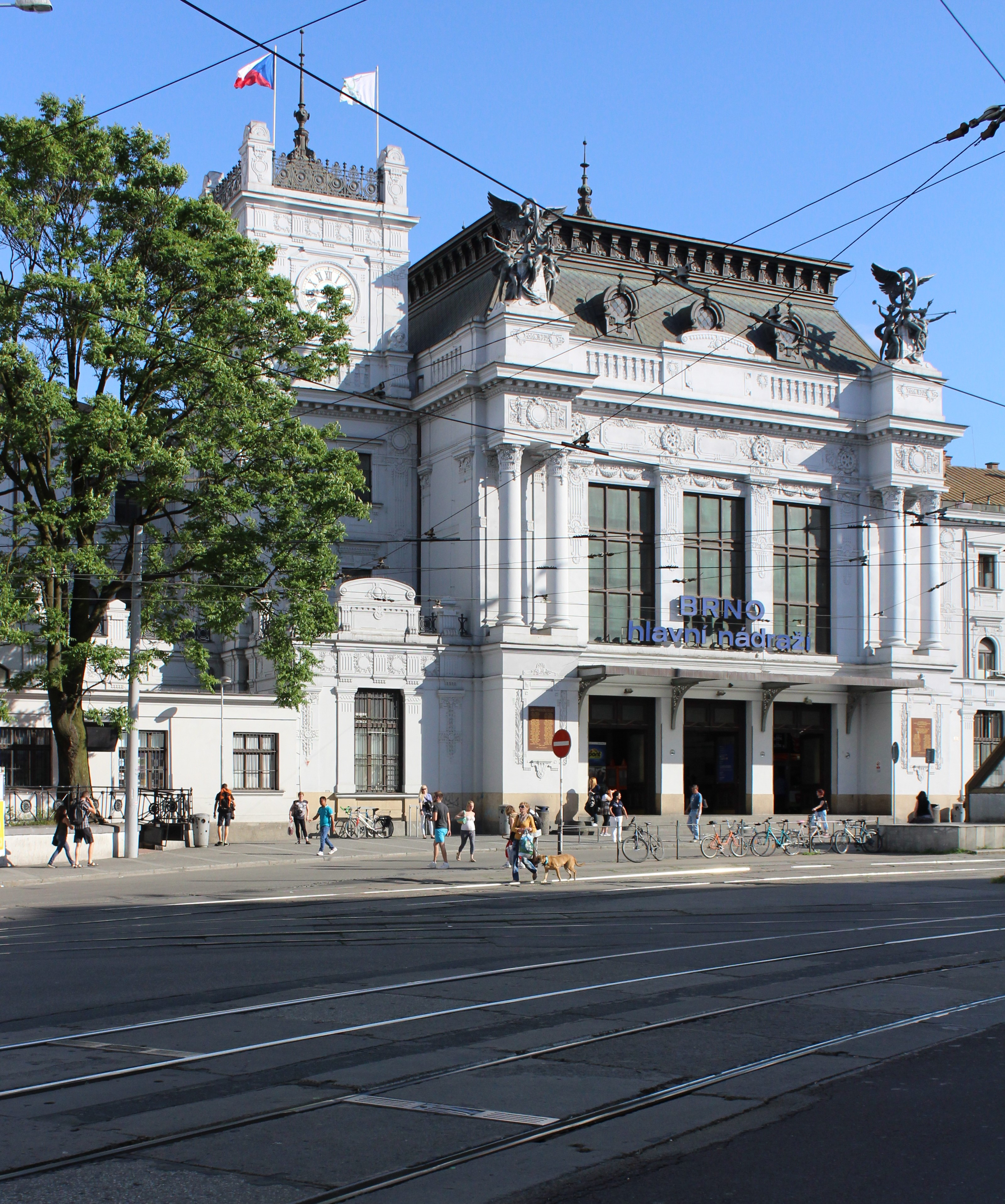
Centraal station van Brno

Brno [ˈbr̩nɔ] (Duits: Brünn) is de grootste stad van Moravië en de tweede stad van Tsjechië en heeft 390.000 inwoners. Het grootstedelijk gebied Brno heeft ongeveer 720.000 inwoners. De stad ligt aan de samenvloeiing van de rivieren Svitava en Svratka en kenmerkt zich door een groot aandeel van studenten. Men spreekt in Brno het dialect Hantec.
Brno is de hoofdstad van Moravië en het politieke en culturele centrum van de Zuid-Moravische regio. Het is het centrum van de Tsjechische rechterlijke macht, met de zetels van het constitutioneel hof, het hooggerechtshof, het Openbaar Ministerie, en een aantal overheidsinstanties. Brno is ook een belangrijk centrum voor hoger onderwijs in Centraal-Europa, met 33 faculteiten die behoren tot 13 instellingen voor hoger onderwijs en ongeveer 70.000 studenten.
Het expositiecentrum van Brno is een van de grootste expositiecentra in Europa. Het complex werd geopend in 1928 en huisvest tentoonstellingen en handelsbeurzen. In Brno worden motor- en andere races gehouden op het Masaryk Circuit, waarvan de MotoGP een van de meest prestigieuze races is. Een ander groot jaarlijks evenement is een internationale vuurwerkwedstrijd, Ignis Brunensis, dat tienduizenden bezoekers trekt.
De meest bezochte bezienswaardigheden van de stad zijn de burcht Spielberg en de Kathedraal van de Heiligen Petrus en Paulus op de Petrov heuvel, twee middeleeuwse gebouwen die het stadsbeeld domineren en vaak worden afgebeeld als de traditionele symbolen van de stad. Het andere grote bewaard gebleven kasteel in de buurt van de stad is het Veveří Kasteel bij het Brno Reservoir. Een ander architectonisch monument van Brno is de functionalistische Villa Tugendhat, die in 2001 werd toegevoegd aan de UNESCO-lijst van werelderfgoed. De stad is lid van het UNESCO Creative Cities Network en werd in 2017 aangewezen als "Muziekstad".

## Geschiedenis
Al in de vroege middeleeuwen was Eburodunum, vermoedelijk het oudste Brno, een marktplaats die zich in het Groot-Moravische Rijk, dat toen ook het westen van Slowakije omvatte, ontwikkelde tot bestuurscentrum. Moravië werd rond 900 schatplichtig aan Hongarije, daarna aan Polen en kwam pas na het midden van de 12de eeuw tot verdere ontwikkeling. In 1190 wordt Brno voor het eerst genoemd en in 1243 werd het koningsstad onder gezag van de Boheemse koningen. Ter bevestiging werd een nieuwe burcht op een hoge rots aan de rand van de stad gebouwd: Spielberg/Špilberk. De stadsburgers kwamen uit het zuiden van Duitsland, Oostenrijk en de zuidelijke Nederlanden. In 1349 werd Brünn, toen uitgegroeid tot 10.000 inwoners, de residentie van de markgraaf van Moravië. Epidemieën en belegeringen door de Hussieten brachten de stad in de volgende eeuw in een neergang. In 1464 werd de Joodse gemeenschap uitgewezen.
In 1471 kwam Moravië onder het koningschap van Hongarije en in 1526 onder Habsburgs gezag. In de reformatieperiode werd Brünn een centrum van Doopsgezinde sekten. De Moravische adel bood hun een schuilplaats, met name aan vervolgde Tirolers die samen met hun geloofsgenoten uit overig Oostenrijk, Zwitserland en zuidelijk Duitsland Hutterer genoemd werden. Na 1620 werden zij verdreven in het gewelddadige programma van de contrareformatie. Zij vluchtten naar Transsylvanië, vervolgens een eeuw later naar Oekraïne en vandaar weer een eeuw later naar Amerika.
In 1641 werd Brünn hoofdstad en bestuurlijk centrum van de wat nu heette: het Habsburgse kroonland Moravië. De oude hoofdstad Olmütz, nu Olomouc, bleef kerkelijk centrum, als residentie van de bisschop.
In 1805 werd niet ver van de stad het Oostenrijkse leger bij Austerlitz verslagen door Napoleon.
De nieuwe tijd deed zijn intrede met de aansluiting op de spoorwegverbinding Wenen - Breslau, die moderne industrialisatie mogelijk maakte.
De bewoners van Brünn waren volgens de volkstelling aan het einde van de Oostenrijks-Habsburgse tijd in meerderheid, dat wil zeggen voor twee derde, Duitstalig. De stad telde zowel Duitse als Tsjechische hogeronderwijsinstellingen. De concurrentie tussen Duitsers en Tsjechen bepaalde het klimaat in toenemende mate. In 1918 werd het nieuwe Tsjecho-Slowakije gesticht en namen Tsjechen de wacht over in wat nu voortaan Brno heette. Duitstaligen, die nog wel de hogere middenklasse bleven domineren, zakten in aantal tot een derde: ruim 50.000, waarvan één op de vijf Joden. Zij bleven. Na de Duitse bezetting van Tsjecho-Slowakije in 1940 werd de stad opnieuw Brünn en als zodanig de hoofdstad van het landsdeel Moravië in het zogenaamde Protectoraat Bohemen en Moravië. Ruim 9.000 Joodse burgers werden afgevoerd naar concentratiekampen waaruit minder dan één op de tien terugkeerde. Na onteigening werden volgens de Beneš-decreten eind mei 1945 27.000 nog niet gevluchte Duitstalige inwoners verdreven en in de richting van Oostenrijk afgevoerd.
Na de oorlog groeide de stad in snel tempo uit tot een industrieel centrum. De bevolking verdubbelde zich maar stagneert sinds de val van het IJzeren Gordijn. In bevolkingsomvang is de stad de tweede van Tsjechië.

## Geografie
Brno ligt centraal in het zuidoostelijk deel van Tsjechië, in de historische regio Moravië. De zuidelijke grens ligt op ongeveer 55 kilometer afstand van de stad, de oostelijke en noordelijke beide op circa 90 kilometer.
Brno ligt in de vlakte rond de rivier de Svratka en Svitava, hemelsbreed 50 kilometer voordat deze rivier uitmondt in de Thaya, die niet veel later op haar beurt uitmondt in de Donau. In de stad monden de Ponávka, Leskava en de Veverka potok uit in de Svratka.
Het hoogteverschil in de stad is groot: in het zuiden ligt de stad op 190 meter boven de zeespiegel, terwijl dat in het noordwesten al 479 meter is.

## Cultuur
Brno heeft een goed geconserveerd historisch centrum en is vermaard om zijn modernistische architectuur, met name vanwege de villa Tugendhat (1930) van Mies van der Rohe.
In augustus 2025 wordt het 110de Esperanto-Wereldcongres in Brno gehouden.
Elk jaar in juni wordt de "Ignis Brunensis" gehouden. Dit is een internationale vuurwerkwedstrijd waar jaarlijks 200.000 toeschouwers op afkomen.

## Onderwijs
Brno heeft een uitgebreid onderwijsaanbod en sterke onderzoekscentra. In de stad zijn de Technische Universiteit Brno en de Masaryk-universiteit gevestigd als twee grootste universiteiten, naast kleinere instellingen als de Universiteit voor Diergeneeskunde en Farmacie, de militaire Universiteit voor Verdediging en de Janáček-muziekacademie.

## Sport
Ten noordwesten van de stad vindt men het beroemde Automotodrom Brno, de bakermat van de eerste Tsjecho-Slowaakse Grand Prix in 1930 en vandaag de dag nog steeds in gebruik voor belangrijke wedstrijden voor auto's en motorfietsen, zoals de Grand Prix-wegrace van Tsjechië.
Een van de populairste sporten in Tsjechië is ijshockey. Het ijshockeyteam van Brno staat bekend als HC Kometa Brno en is de op een na succesvolste club in Tsjechië met 11 kampioenentitels.
De plaatselijke voetbalclub heet FC Zbrojovka Brno, voorheen Boby Brno, en speelt in de Fortuna národní liga.
In 2007 werd in Brno van 1 tot en met 10 november het wereldkampioenschap korfbal gehouden.
In 2014 werd in Brno een deel van de Europa Cup honkbal gespeeld in het Městský Stadion van de club Draci Brno.
In 2007 drong langebaanschaatser Martina Sáblíková bij toenmalig premier Mirek Topolánek aan op een deugdelijke ijsbaan in Brno en in 2015 ging de regionale politiek unaniem akkoord met het voorstel voor een subsidie van een kleine anderhalf miljoen euro voor de bouw van de eerste ijshal.

### Wielrennen
Meerdere wielerkampioenschappen vonden plaats in en rond Brno. De eerste keer was in 1969 toen er zowel onderdelen van de WK op de baan als op de weg plaatsvonden. Hetzelfde geldt voor 1981, ook toen ging het om de baan- en wegwedstrijden. In 2018 vonden de junioren- en beloftenwedstrijden plaats in Brno en Zlín van de EK op de weg.

## Bezienswaardigheden in Brno
- Špilberk, Burcht Spielberg
- Villa Tugendhat
- Petrus en Paulus-kathedraal
- Mahenovo divadlo (Oude theater)
- Janáčkovo divadlo (Nieuwe Theater - Tsjechisch Nationaal Theater in Brno)
- Stará radnice (Oude stadhuis)
- Stadpark Lužánky
- Náměstí svobody (Vrijheidsplein)
- Moravische Galerie Brno
- Moravisch museum
- Leoš Janáček Museum
- Klaster Kapucinu (Kapucijnen klooster met natuurlijke mummies)

In de directe omgeving:
- Burcht Veveří, bij het stuwmeer van Brno

## Zustersteden
Een overzicht van de zustersteden staat op de officiële website van de stad.
- Bratislava, Slowakije
- Dallas, Verenigde Staten
- Kaunas, Litouwen
- Leeds, Verenigd Koninkrijk
- Leipzig, Duitsland
- Lviv, Oekraïne
- Plovdiv, Bulgarije
- Poznań, Polen
- Rennes, Frankrijk
- Sankt Pölten, Oostenrijk
- Stuttgart, Duitsland
- Utrecht, Nederland
- Voronezj, Rusland
- Wenen, Oostenrijk
- Zagreb, Kroatië

## Bekende inwoners van Brno

### Geboren
- Dominik Andreas I. von Kaunitz (1654-1705), Oostenrijks staatsman en diplomaat
- Gustav Adolf von Greisinger (1793-1868), Oostenrijks generaal en mathematisch vernieuwer van de militaire logistiek
- Heinrich Wilhelm Ernst (1814-1865), violist en componist van Joodse afkomst, werkte samen met Paganini
- Ferdinand von Hebra (1816-1880), grondlegger van de dermatologie aan de universiteit van Wenen
- Theodor Gomperz (1832-1912), classicus, werkzaam aan universiteiten in Duitsland en Groot-Brittannië
- Ernst Mach (1838-1916), natuurkundige en filosoof
- Franz von Soxhlet (1848-1926), hoogleraar en landbouwchemicus
- Adolf Loos (1870-1933), architect, tegenstander van de ornamentele architectuur en grondlegger van het moderne functionalisme
- Oskar Jellinek (1886-1949), Oostenrijks schrijver, vluchtte als Jood in 1938 naar Amerika
- Otto Stransky (1889-1932), componist van operette, revue- en filmmuziek in Oostenrijk en Duitsland
- Erich Korngold (1897-1957), modern-klassiek componist, vestigde zich in Berlijn, week als Jood uit naar Amerika en werd componist van filmmuziek
- Bohumil Hrabal (1914-1997), schrijver
- Hugo Haas (1901-1968), filmregisseur en –producent, werkte na de Tweede Wereldoorlog in Hollywood en ging later naar Wenen
- Kurt Gödel (1906-1978), vluchtte na de Anschluss van Oostenrijk naar Amerika en werd daar een van de belangrijkste vernieuwers van de moderne mathematica
- Ota Weinberger (1919-2009), rechtsfilosoof, werd als Jood door de nazi’s geïnterneerd en na 1945 door de communisten gedegradeerd. Vluchtte in de Praagse Lente naar Oostenrijk waar hij een academische positie kreeg.
- Ivan Blatný (1919-1990), dichter
- František Graus (1921-1989), mediëvist, werd als Jood door de nazi’s geïnterneerd, maar overleefde de oorlog en vluchtte in de Praagse Lente naar Duitsland. Kreeg in Bazel een professoraat.
- Milan Kundera (1929-2023), auteur, week na 1968 uit en maakte internationaal naam in Parijs
- Ernst Tugendhat (1930-2023), week 1938 als Jood uit naar Amerika en kwam in 1975 naar Duitsland om aan de Universiteit van Berlijn een professoraat als filosoof te bekleden. Zijn ouders lieten de Bauhaus villa Tugendhat bouwen.
- Jiří Kratochvil (1940), schrijver
- Petr Fiala (1964), premier van Tsjechië
- Milan Ohnisko (1965), dichter en redacteur
- Jana Novotná (1968-2017), tennisster
- Yana Gupta (1979), actrice en model
- Miroslava Knapková (1980), roeister
- Jan Polák (1981), voetballer
- Dana Mandatová (1981), pornoactrice
- Lucie Šafářová (1987), tennisster
- Markéta Štroblová-Schlögl (1988), pornoactrice
- Michal Březina (1990), kunstschaatser
- Adriana Jelínková (1995), Nederlands alpineskiester
- Veronika Antošová (2000), schaatsster

### Verbonden met Brno
- Gregor Mendel (1822-1884), wetenschapper
- Leoš Janáček (1854-1928), componist
- Robert Musil (1880-1942), schrijver
- Ludwig Mies van der Rohe (1886-1969), architect
- Toni Ebel (1881-1961) transvrouw en kunstenares
- Charlotte Charlaque (1892-1963) eveneens transvrouw en mogelijk partner van Toni Ebel, actrice